# Werner Liebrich
Werner Liebrich (18 de gener de 1927 - 20 de març de 1995) fou un futbolista alemany de la dècada de 1950.
Fou 16 cops internacional amb la selecció alemanya amb la qual participà en la Copa del Món de futbol de 1954.
Pel que fa a clubs, defensà els colors de Kaiserslautern.